# 이치노세 코우키
이치노세 코우키(일본어: 一之瀬 航季 いちのせ こうき[*], 3월 15일 - )는 다카라즈카 가극단 하나구미에 소속된 남역 스타이다.
지바현 마츠도시, 현립 카시와츄오 고등학교 출신이다. 키 173cm, 애칭은 "하나코"이다.

## 약력
2012년, 다카라즈카 음악학교에 입학.
2014년, 다카라즈카 가극단 100기생으로 입단. 츠키구미 공연 「다카라즈카오도리 / 내일의 지침 / TAKARAZUKA 화시집 100!!」로 초무대를 밟음.
2015년, 구미마와리가 끝나고 하나구미에 배속.
2020년, 유즈카 레이ㆍ하나 유우키 톱콤비 대극장 오히로메 공연 「하이카라씨가 지나간다」로 신인공연 첫 주연 예정이었으나, 코로나-19 감염 확대로 인해, 신인 공연이 중지되었다.
2022년, 바우 워크샵 「순정」으로 바우홀 첫 주연. 함께 신인공연 주연을 맡을 예정이었던 미하네 아이와 함께 공연을 해, 환상의 신인공연 콤비가 되었다.

## 출연 이벤트
- 2021년 5월, 하나 유우키 스페셜 라이브 『하나시슈(華詩集)』